# فیلیپ کوئروو
فیلیپ کوئروو (انگلیسی: Philippe Cuervo؛ زادهٔ ۱۳ اوت ۱۹۶۹) بازیکن فوتبال اهل فرانسه است.
از باشگاه‌هایی که در آن بازی کرده‌است می‌توان به باشگاه فوتبال ستاره سرخ، باشگاه فوتبال سوئیندون تاون، باشگاه فوتبال سوشو، و باشگاه فوتبال سن-اتین اشاره کرد.